# Hannes Heher
Hannes Heher (* 26. März 1964 in Wien) ist ein österreichischer Komponist.

## Leben
Hannes Heher erhielt bereits während seiner Schulzeit in Neunkirchen (Niederösterreich) privaten Klavier- und Musiktheorieunterricht beim Pianisten und Komponisten Wolfram Unger.
Nach der Matura im Jahr 1982 studierte Heher ein Jahr Technische Chemie an der Technischen Universität Wien. In den Jahren 1982 bis 1993 studierte er an der Hochschule für Musik und darstellende Kunst in Wien Elektroakustische und Elektronische Musik, Tonsatz, Musikerziehung und Gesangspädagogik bei Heinz Kratochwil und Dieter Kaufmann. Zudem studierte er Geschichte an der Universität Wien und hatte von 1990 bis 1992 Privatunterricht bei Karl Heinz Füssl.
Der Abschluss an der Hochschule für Musik und darstellende Kunst in Wien erfolgte im Jahr 1992 (Mag. art.). Nach seinen Doktoratsstudien an der Hochschule für Musik und darstellende Kunst in Wien bei Hartmut Krones und an der Universität Wien bei Gernot Gruber erfolgte im Jahr 2017 seine Promotion zum Dr. phil in Stilkunde und Aufführungspraxis sowie Musikwissenschaft.
Im Jahr 1988 gründete Heher zusammen mit Wolfram Wagner und Michael Meixner den „Verein zur Präsentation neuer österreichischer Musik“, der später in „Music on Line“ umbenannt wurde und dessen Intendant er bis zum Jahr 2000 war. Von 2004 bis 2006 war er Vorstandsmitglied der Internationalen Gesellschaft für Neue Musik - Sektion Österreich (IGNM).

## Auszeichnungen (Auswahl)
- 1987: Anerkennungspreis für Musik des Landes Niederösterreich
- 1992: Theodor Körner Fonds Förderungspreis
- 1994: Förderungspreis für Musik der Stadt Wien[5]

## Werke (Auswahl)

### Ensemblemusik
- Drei lyrische Stücke – für Violoncello und Klavier (1983–1986/1990)[6]
- Vier Bilder nach färöischen Texten von Christian Matras – für Bariton, Querflöte, Violoncello und Klavier (1986/1988)[6]
- Zwei Stücke für Streichquartett – Bearbeitung zweier Klavierstücke von Wolfram Unger (1989)[6]
- Epigramme – für Klarinette, Violine, Viola und Violoncello (1991–1992/1995–1997)[6]
- Epilog – für Streichtrio (1991–1992/2004)[6]
- Variations – für Bratsche, Oboe und Harfe (1993)[6]
- Streichquartett „1995“ – für 2 Violinen, Viola und Violoncello (1995)[6]
- Brambach-Lieder – für Bass und Klavier, Text: Rainer Brambach (1996–1997)[6]
- Nachtstück / Nachtmusik – für Violoncello und Orgel (1996–1997)[6]
- Sonatina – für Violine und Klavier (1997)[6]
- epilog in memoriam hEb – für zwei Klarinetten (B), Violine, Viola, Violoncello und Klavier (Singstimme ad lib.) (2000)[6]
- Mini-Musik II – für Violine, Violoncello und Klavier (2002)[6]
- Ungaretti-Miniaturen – für Sopran, Violine, Viola und Violoncello (2003)[6]
- Nachtwerk # 1 – für Theremin und Baritonsaxophon (2004)[6]

### Orchestermusik
- quasi una sinfonia – Sieben Stücke für großes Orchester[6]
- Zwei Gesänge – für Orchester, Text: Stefan Zweig (1988/1994–1996)[6]
- Vier Lieder über die Liebe – für Sopran, Streichorchester und Pauken, Text: Robert Wolfgang Schnell und Bertolt Brecht (1991–1992/2007)[6]
- Nachtmusik für Violoncello und Streichorchester – Neufassung der "Nachtmusik für Violoncello und Orgel" (1996–1997/2005)[6]
- Metamorphosen – Kammerorchester für acht Instrumente (1999)[6]
- Ungaretti-Miniaturen – Kammerorchester für Bariton und Kammerensemble (2003/2004)[6]
- Radio-Symphonie-Orchester-Stück – RSOS (2009)[6]

### Solomusik
- Sonate "1984" – für Klavier (1984)[6]
- Brecht-Lieder – für Sopran und Klavier, Text: Bertolt Brecht (1992–1994)[6]
- Psalmenfragmente – für acht Solosingstimmen und Viola (1987–1989/1993)[6]
- Mini-Musik I – für Klavier vierhändig (2000–2001/2006)[6]

### Vokalmusik
- Drei Sätze – für gemischten Chor (1984–1986)[6]
- In memoriam ... – für gemischten Chor a cappella und Sprecher, Text: Wolfram Unger (1984/1985)[6]
- Zwei Chansons – für mittlere Singstimme und Klavier (1987/1992)[6]